# Desa Kebonagung (administrativ by i Indonesien, Jawa Timur, lat -7,57, long 111,60)
Desa Kebonagung är en administrativ by i Indonesien.   Den ligger i provinsen Jawa Timur, i den västra delen av landet, 500 km öster om huvudstaden Jakarta.